# Tour de l'Archet
La tour de l'Archet est l'un des châteaux de la Vallée d'Aoste. Elle se situe à Morgex.

## Histoire
La tour tire son nom de la famille noble valdôtaine de l'Archet (anciennement en latin vulgaire, de Arculo), originaires d'Aoste où ils avaient adapté l'arc d'Auguste pour le transformer en leur résidence.

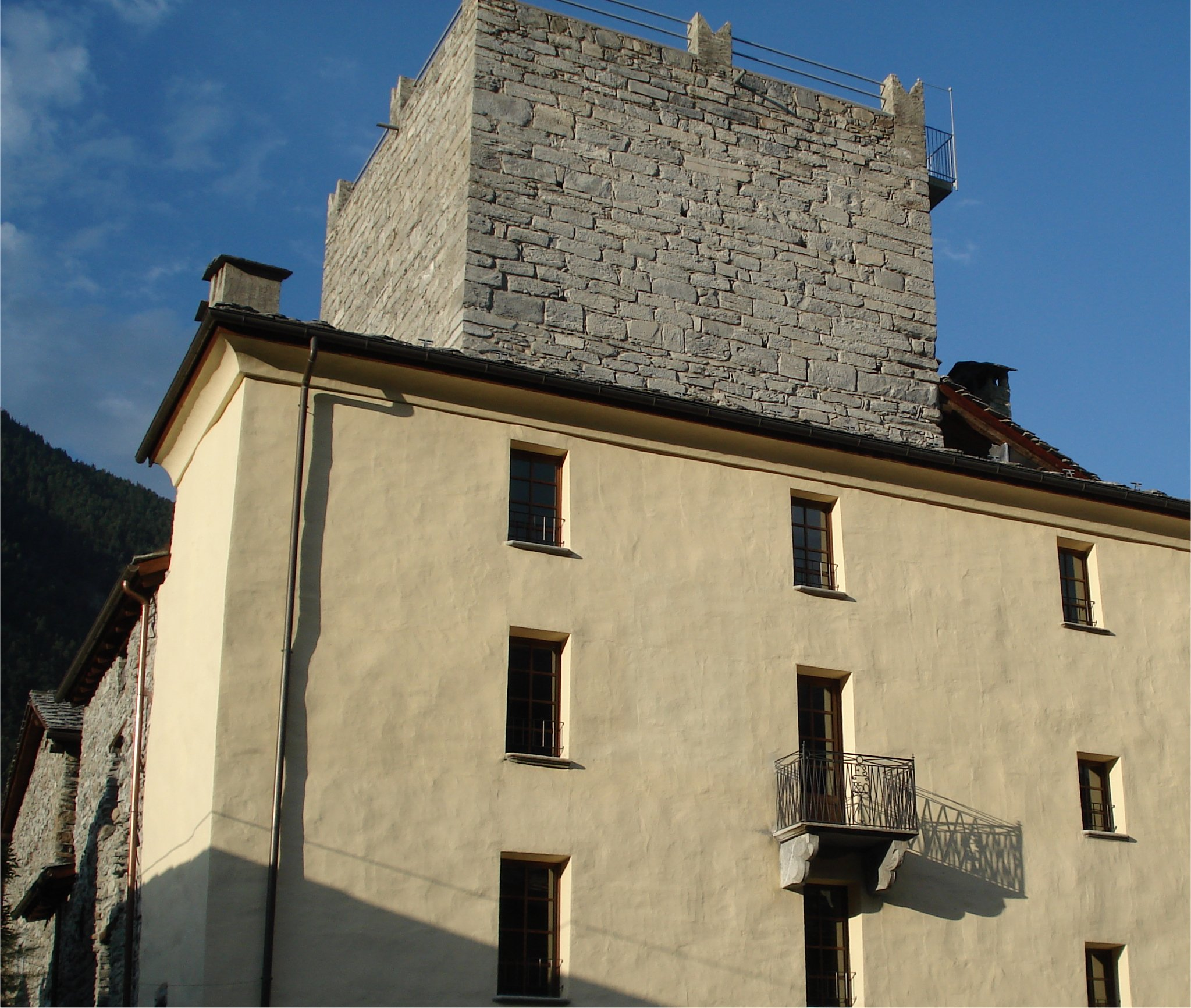
Détail de la tour.

De la structure originale, seules la tour et la maison forte à la base ont survécu jusqu'à nos jours : ces bâtiments remontent sans doute à la fin du Xe siècle, et elles sont considérées parmi les plus anciens édifices de la Vallée d'Aoste. L'édifice est crénelé et présente d'un côté un portail en pierre, sur l'architrave duquel se trouve un double arc sculpté, surmonté par une petite fenêtre en pierre avec la croix de la maison de Savoie.
La restauration globale de la tour a été achevée en 2010.
Aujourd'hui la tour de l'Archet est le siège du Centre d'études historiques et littéraires Natalino Sapegno.

## Architecture
Seulement une tour et les fondations de maison forte sont ce qui nous reste de la structure originale. L'édifice présente des merlons et un portail en pierre surmonté par une architrave à double arc avec une petite fenêtre avec la Croix de Savoie.
La tour de l'Archet présente plusieurs analogies architecturales avec de nombreuses tours valdôtaines, telles que la tour de la Plantaz et la tour de Saint Anselme à Gressan, la tour de Ville à Arnad, la tour Malluquin à Courmayeur, la Tour Lescours à La Salle, la tour retrouvée récemment au château de Fénis, la tour Néran à Châtillon, la tour Vachéry à Étroubles et la tour d'Hérères à Perloz : les murs très épais (plus de 2 m), la structure imposante et la technique de construction fondée sur deux parements et une œuvre centrale en maçonnerie. L'expert le plus important des châteaux valdôtains, André Zanotto, a attribué la motivation de sa structure imposante au fait que ces trois tours se situent dans des plaines, et elles étaient donc privées de défenses naturelles.

## Galerie

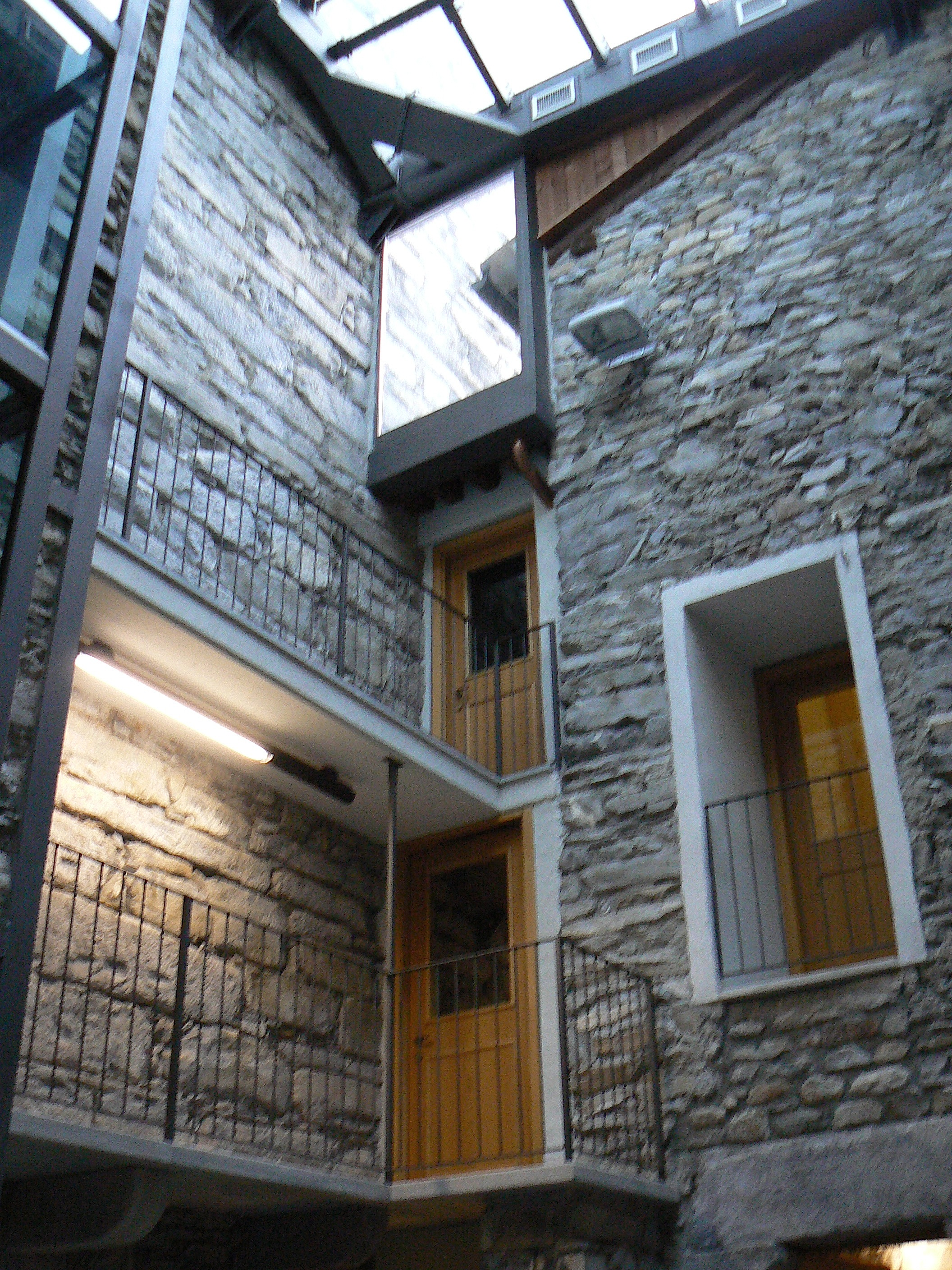
La cour interne, couverte par une structure transparente
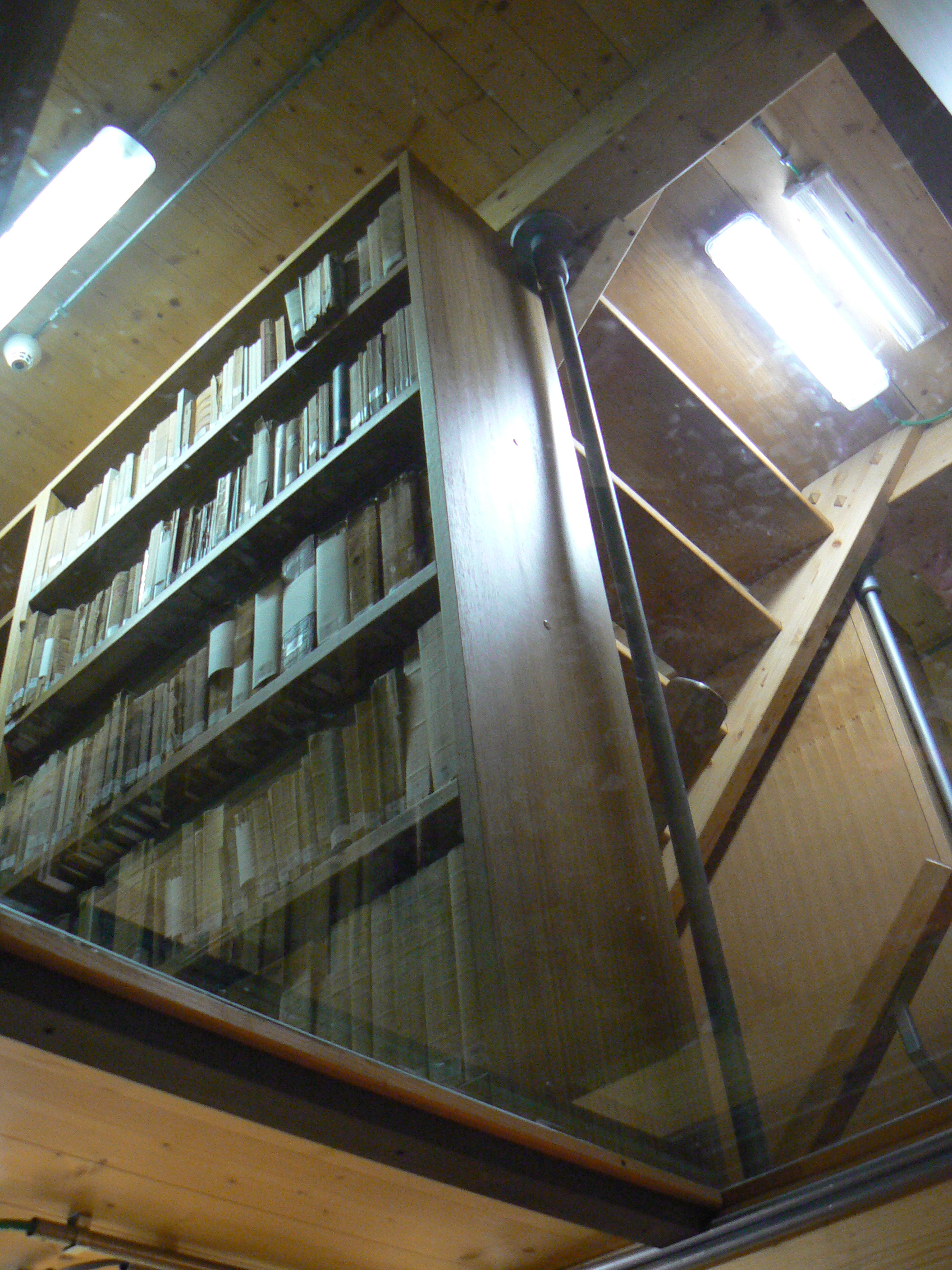
Les archives de la Fondation Sapegno
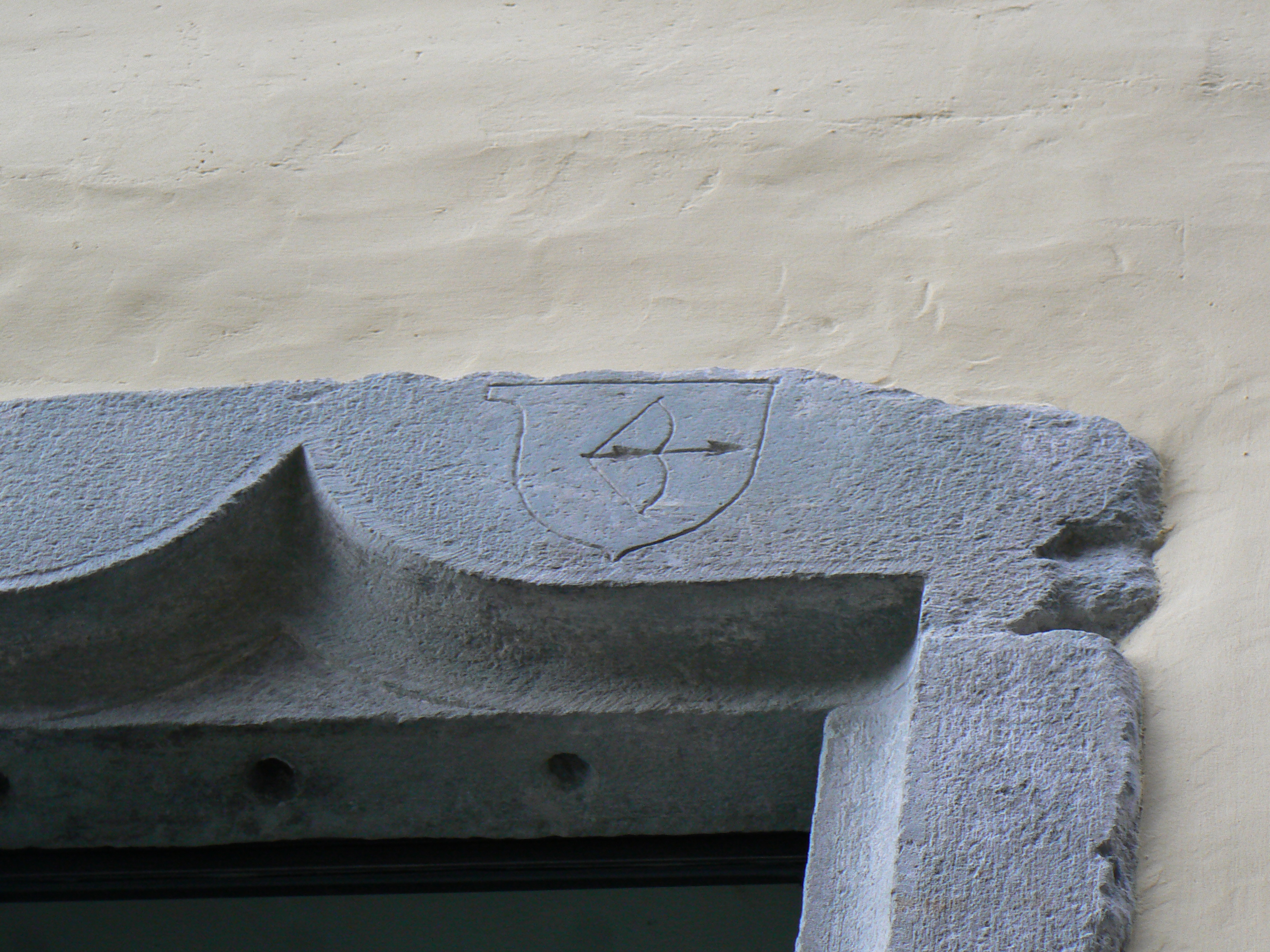
Détail des armoiries sculptées sur une fenêtre en voûte d'arêtes
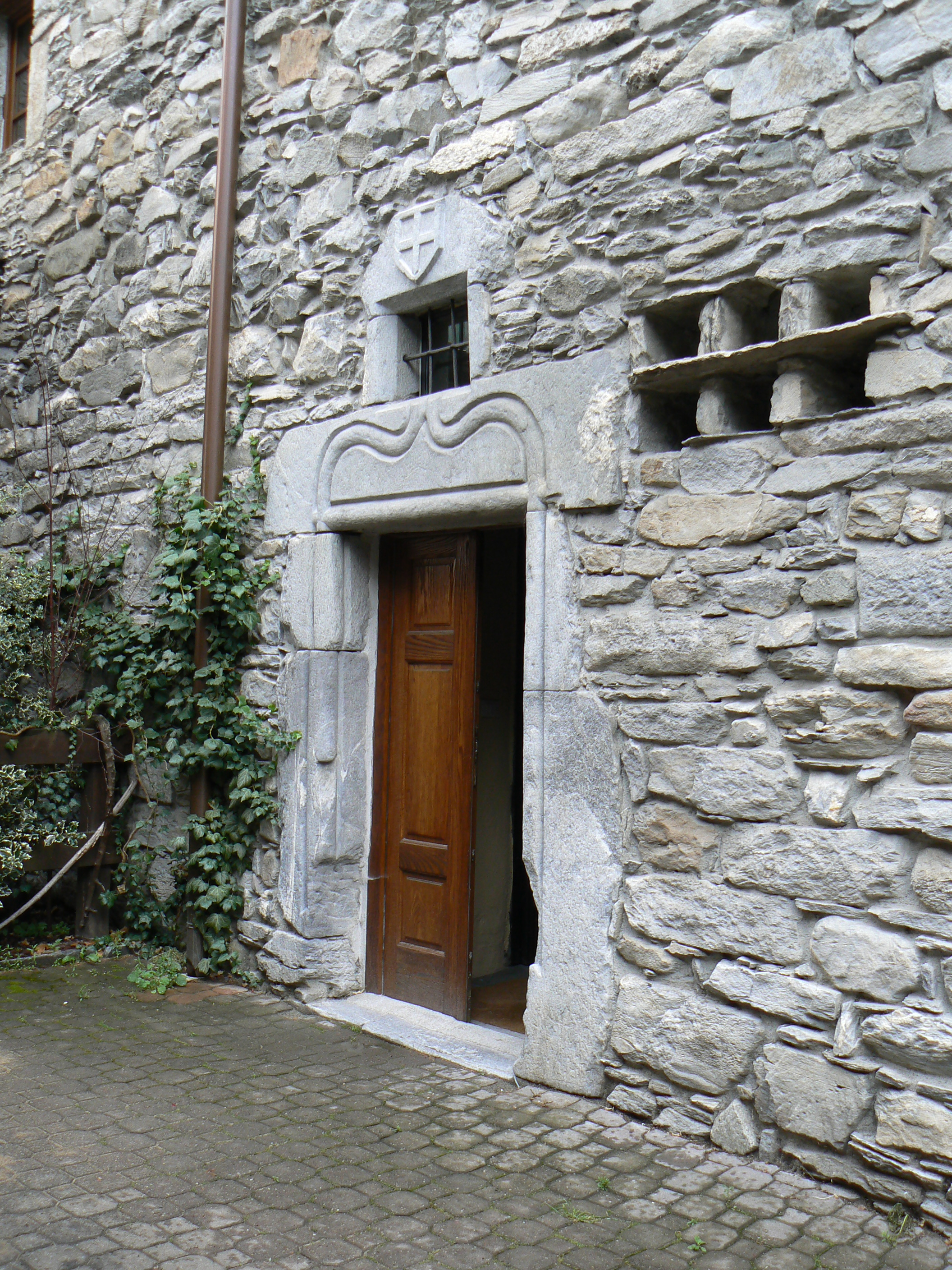
L'entrée principale
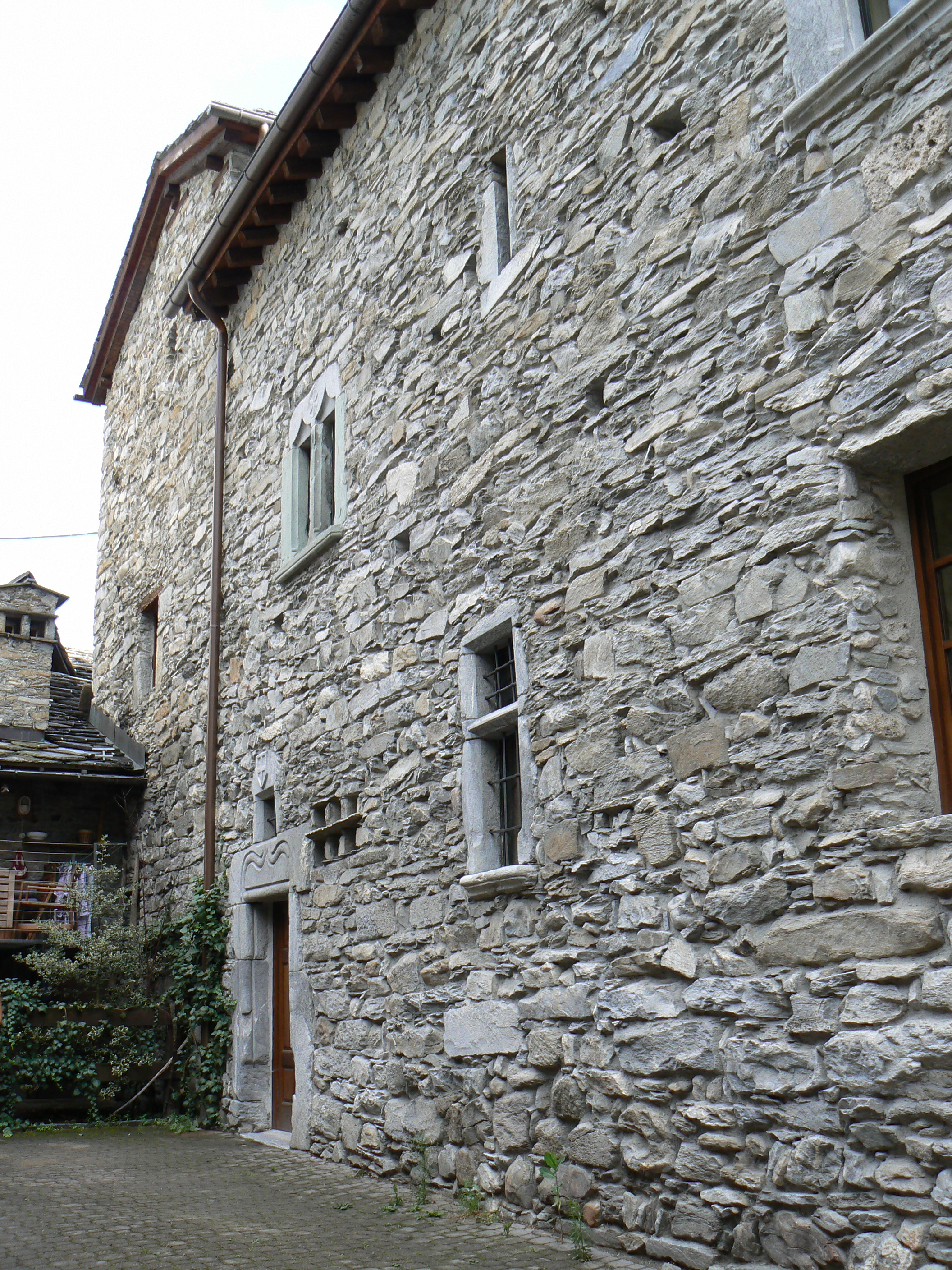
La façade latérale